# Gosinaki

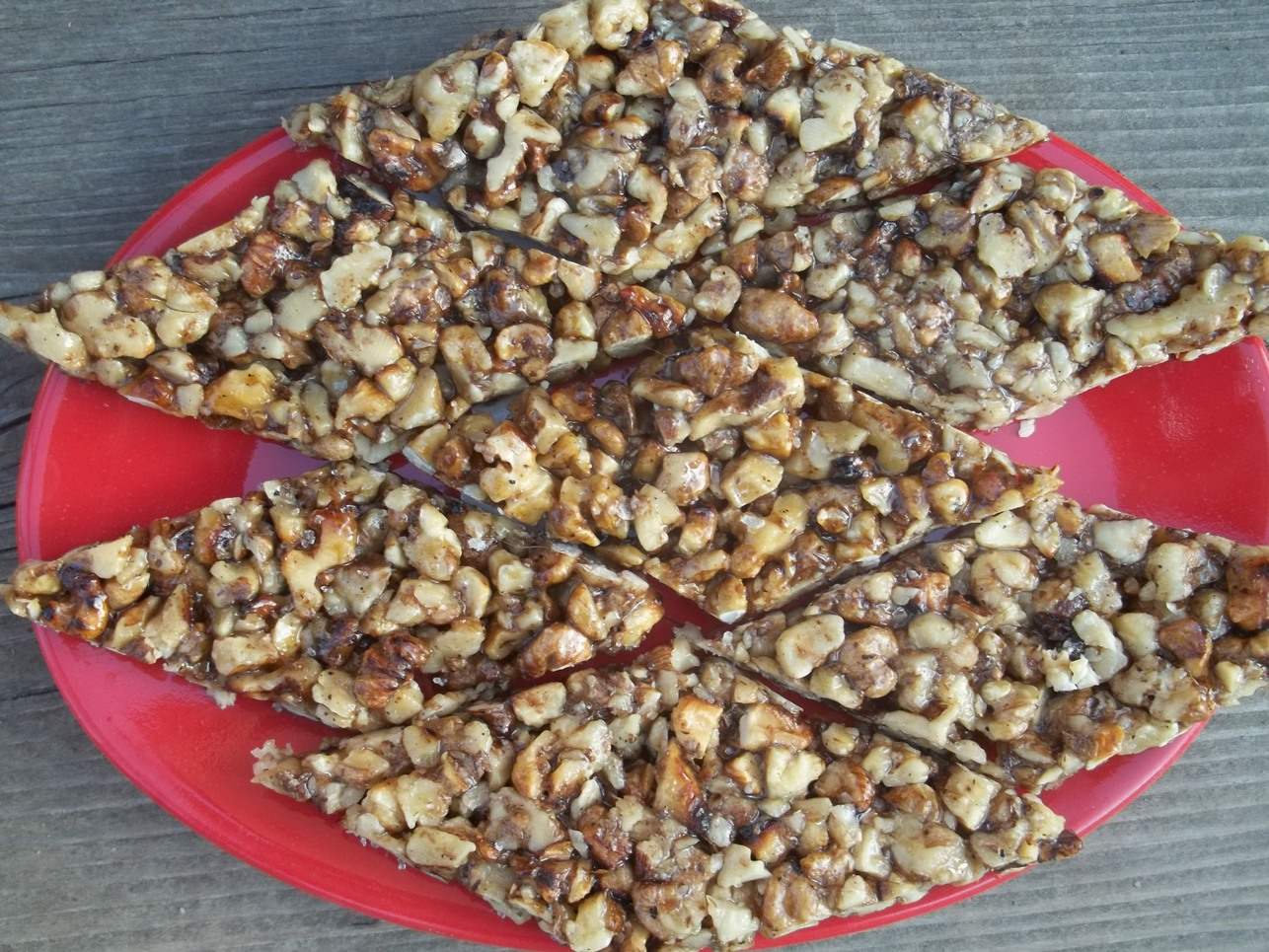
Gosinaki aus Walnüssen

Gosinaki (georgisch გოზინაყი) ist eine Süßigkeit aus Honig und Walnüssen und ein typischer Bestandteil des georgischen Neujahrsfests. Sie wird ausschließlich am Vorabend des georgischen Neujahrstags und zum georgischen Weihnachtsfest dargereicht, das nach dem Kalender der Orthodoxen Kirche in Georgien am 7. Januar gefeiert wird.

## Herstellung
In einer Pfanne wird Honig erhitzt und anschließend zerkleinerte, enthäutete Walnusskerne zugegeben. Diese Masse wird mit einem Holzlöffel umgerührt. Noch während des Röstvorgangs wird Zucker in je nach Rezept variierender Menge beigefügt. So gibt eine georgische Webseite als Zutaten 1 kg geschälte und gehäutete Walnüsse, 600 g Honig (hellfarbig) und 2–3 Teelöffel Zucker an, während eine andere auf 500 g Walnüsse und 250 g Honig 4 Esslöffel Zucker berechnet. Die fertige, plattgewalzte Masse wird zum Schluss mit einem warmen Messer in Stücke, oft auch in rautenförmige, geschnitten.  